# Gouvernement May II
Pour les articles homonymes, voir Gouvernement May.
Royaume-Uni
May I Johnson I
Le gouvernement May II (en anglais : Second May ministry) est le gouvernement du Royaume-Uni de Grande-Bretagne et d'Irlande du Nord entre le 11 juin 2017 et le 24 juillet 2019, sous la 57e législature de la Chambre des communes.
Il est dirigé par la conservatrice Theresa May, vainqueure des élections générales à la majorité relative. Il succède au gouvernement May I et cède le pouvoir au premier gouvernement du conservateur Boris Johnson, désigné à la suite de la démission de Theresa May.

## Historique du mandat
Ce gouvernement est dirigé par la Première ministre sortante Theresa May. Il est constitué par le Parti conservateur, qui dispose seul de 317 députés sur 650, soit 48,8 % des sièges de la Chambre des communes. Il bénéficie du soutien sans participation du Parti unioniste démocrate (DUP), qui dispose de dix députés, soit 1,5 % des sièges de la Chambre.
Il est formé à la suite des élections générales anticipées du 8 juin 2017.
Il succède donc au gouvernement May I, également constitué du seul Parti conservateur, qui disposait de la majorité absolue des sièges.

### Formation
Le 18 avril 2017, Theresa May annonce qu'elle souhaite la convocation d'élections générales anticipées, pour lesquelles elle doit obtenir l'accord de la Chambre des communes à la majorité des deux tiers. Celle-ci donne son aval le lendemain, après un court débat et par 522 voix pour et 13 contre, le scrutin étant organisé le 8 juin suivant.
Le résultat donne la victoire aux conservateurs avec 317 députés contre 262 au Parti travailliste mais conduit les vainqueurs à perdre leur majorité absolue en sièges. Reconduite dans ses fonctions, Theresa May met en place son second gouvernement trois jours après la tenue des élections, le 11 juin. Elle conclut le 28 juin suivant un accord de soutien sans participation avec le Parti unioniste démocrate, qui lui apporte l'appui de ses dix députés.

### Succession
La Première ministre fait savoir le 24 mai 2019 qu'elle a l'intention de démissionner deux semaines plus tard de ses fonctions de cheffe du Parti conservateur, et indique que l'élection pour la remplacer commencera le 10 juin. Deux mois plus tard, à l'issue d'un vote des adhérents du parti, l'ancien secrétaire d'État aux Affaires étrangères et ex-maire de Londres Boris Johnson est élu chef des conservateurs avec une très large avance sur son concurrent Jeremy Hunt.
Nommé Premier ministre le 24 juillet, Boris Johnson nomme aussitôt les membres de son premier gouvernement.

## Composition

### Initiale (11 juin 2017)
- Par rapport au gouvernement May I, les nouveaux membres sont indiqués en gras, ceux ayant changé d'attributions le sont en italique.

| Fonction | Titulaire | Titulaire | Titulaire                              | Parti        |
| --- | --------- | --------- | -------------------------------------- | ------------ |
| Première ministre Premier lord du Trésor Ministre de la Fonction publique                                                                    |           |           | Theresa May                            | Conservateur |
| Premier secrétaire d'État Ministre du bureau du Cabinet                                                                                      |           |           | Damian Green (jusqu'au 20/12/2017)     | Conservateur |
| Chancelier de l'Échiquier Second lord du Trésor                                                                                              |           |           | Philip Hammond                         | Conservateur |
| Secrétaire d'État aux Affaires étrangères et du Commonwealth                                                                                 |           |           | Boris Johnson                          | Conservateur |
| Secrétaire d'État à l'Intérieur |           |           | Amber Rudd                             | Conservateur |
| Secrétaire d'État à la Défense |           |           | Michael Fallon (jusqu'au 01/11/2017)   | Conservateur |
| Secrétaire d'État à la Défense |           |           | Gavin Williamson                       | Conservateur |
| Secrétaire d'État à la Sortie de l'Union européenne                                                                                          |           |           | David Davis                            | Conservateur |
| Lord chancelier Secrétaire d'État à la Justice                                                                                               |           |           | David Lidington                        | Conservateur |
| Secrétaire d'État au Commerce international Président de la Commission du Commerce                                                           |           |           | Liam Fox                               | Conservateur |
| Secrétaire d'État à l'Éducation Ministre des Femmes et des Égalités                                                                          |           |           | Justine Greening                       | Conservateur |
| Secrétaire d'État à la Santé |           |           | Jeremy Hunt                            | Conservateur |
| Secrétaire d'État au Travail et aux Retraites                                                                                                |           |           | David Gauke                            | Conservateur |
| Secrétaire d'État aux Affaires, à l'Énergie et à la Stratégie industrielle                                                                   |           |           | Greg Clark                             | Conservateur |
| Secrétaire d'État à l'Environnement, à l'Alimentation et aux Affaires rurales                                                                |           |           | Michael Gove                           | Conservateur |
| Secrétaire d'État aux Transports |           |           | Chris Grayling                         | Conservateur |
| Secrétaire d'État au Développement international                                                                                             |           |           | Priti Patel (jusqu'au 08/11/2017)      | Conservateur |
| Secrétaire d'État au Développement international                                                                                             |           |           | Penny Mordaunt                         | Conservateur |
| Secrétaire d'État aux Communautés et aux Collectivités locales                                                                               |           |           | Sajid Javid                            | Conservateur |
| Secrétaire d'État pour l'Écosse |           |           | David Mundell                          | Conservateur |
| Secrétaire d'État pour le Pays de Galles |           |           | Alun Cairns                            | Conservateur |
| Secrétaire d'État pour l'Irlande du Nord |           |           | James Brokenshire                      | Conservateur |
| Secrétaire d'État à la Culture, aux Médias et aux Sports Secrétaire d'État au Numérique, à la Culture, aux Médias et aux Sports (03/07/2017) |           |           | Karen Bradley                          | Conservateur |
| Leader de la Chambre des communes Lord président du Conseil                                                                                  |           |           | Andrea Leadsom                         | Conservateur |
| Leader de la Chambre des lords Lord du sceau privé                                                                                           |           |           | Natalie Evans                          | Conservateur |
| Participant aux réunions du cabinet |           |           |                                        |              |
| Secrétaire en chef du Trésor |           |           | Liz Truss                              | Conservateur |
| Procureur général |           |           | Jeremy Wright                          | Conservateur |
| Whip en chef Secrétaire parlementaire du Trésor                                                                                              |           |           | Gavin Williamson (jusqu'au 02/11/2017) | Conservateur |
| Whip en chef Secrétaire parlementaire du Trésor                                                                                              |           |           | Julian Smith                           | Conservateur |
| Chancelier du duché de Lancastre Président du Parti conservateur                                                                             |           |           | Patrick McLoughlin                     | Conservateur |

### Remaniement du8 janvier 2018
- Par rapport à la précédente composition, les nouveaux membres sont indiqués en gras, ceux ayant changé d'attributions le sont en italique.

| Fonction                                                                           | Titulaire | Titulaire | Titulaire        | Parti        |
| ---------------------------------------------------------------------------------- | --------- | --------- | ---------------- | ------------ |
| Première ministre Premier lord du Trésor Ministre de la Fonction publique          |           |           | Theresa May      | Conservateur |
| Ministre du bureau du Cabinet Chancelier du duché de Lancastre                     |           |           | David Lidington  | Conservateur |
| Chancelier de l'Échiquier Second lord du Trésor                                    |           |           | Philip Hammond   | Conservateur |
| Secrétaire d'État aux Affaires étrangères et du Commonwealth                       |           |           | Boris Johnson    | Conservateur |
| Secrétaire d'État à l'Intérieur Ministre des Femmes et des Égalités                |           |           | Amber Rudd       | Conservateur |
| Secrétaire d'État à la Défense                                                     |           |           | Gavin Williamson | Conservateur |
| Secrétaire d'État à la Sortie de l'Union européenne                                |           |           | David Davis      | Conservateur |
| Secrétaire d'État à la Santé et la Protection sociale                              |           |           | Jeremy Hunt      | Conservateur |
| Lord chancelier Secrétaire d'État à la Justice                                     |           |           | David Gauke      | Conservateur |
| Ministre sans portefeuille Président du Parti conservateur                         |           |           | Brandon Lewis    | Conservateur |
| Secrétaire d'État au Commerce international Président de la Commission du Commerce |           |           | Liam Fox         | Conservateur |
| Secrétaire d'État à l'Éducation                                                    |           |           | Damian Hinds     | Conservateur |
| Secrétaire d'État aux Affaires, à l'Énergie et à la Stratégie industrielle         |           |           | Greg Clark       | Conservateur |
| Secrétaire d'État à l'Environnement, à l'Alimentation et aux Affaires rurales      |           |           | Michael Gove     | Conservateur |
| Secrétaire d'État aux Transports                                                   |           |           | Chris Grayling   | Conservateur |
| Secrétaire d'État au Développement international                                   |           |           | Penny Mordaunt   | Conservateur |
| Secrétaire d'État au Logement, aux Communautés et aux Collectivités locales        |           |           | Sajid Javid      | Conservateur |
| Secrétaire d'État pour l'Écosse                                                    |           |           | David Mundell    | Conservateur |
| Secrétaire d'État pour le Pays de Galles                                           |           |           | Alun Cairns      | Conservateur |
| Secrétaire d'État pour l'Irlande du Nord                                           |           |           | Karen Bradley    | Conservateur |
| Secrétaire d'État au Numérique, à la Culture, aux Médias et aux Sports             |           |           | Matthew Hancock  | Conservateur |
| Secrétaire d'État au Travail et aux Retraites                                      |           |           | Esther McVey     | Conservateur |
| Leader de la Chambre des communes Lord président du Conseil                        |           |           | Andrea Leadsom   | Conservateur |
| Leader de la Chambre des lords Lord du sceau privé                                 |           |           | Natalie Evans    | Conservateur |

### Remaniement du30 avril 2018
- Par rapport à la précédente composition, les nouveaux membres sont indiqués en gras, ceux ayant changé d'attributions le sont en italique.

| Fonction                                                                             | Titulaire | Titulaire | Titulaire                         | Parti        |
| ------------------------------------------------------------------------------------ | --------- | --------- | --------------------------------- | ------------ |
| Première ministre Premier lord du Trésor Ministre de la Fonction publique            |           |           | Theresa May                       | Conservateur |
| Ministre du bureau du Cabinet Chancelier du duché de Lancastre                       |           |           | David Lidington                   | Conservateur |
| Chancelier de l'Échiquier Second lord du Trésor                                      |           |           | Philip Hammond                    | Conservateur |
| Secrétaire d'État aux Affaires étrangères et du Commonwealth                         |           |           | Boris Johnson                     | Conservateur |
| Secrétaire d'État à l'Intérieur                                                      |           |           | Sajid Javid                       | Conservateur |
| Secrétaire d'État à la Défense                                                       |           |           | Gavin Williamson                  | Conservateur |
| Secrétaire d'État à la Sortie de l'Union européenne                                  |           |           | David Davis (jusqu'au 08/07/2018) | Conservateur |
| Secrétaire d'État à la Santé et la Protection sociale                                |           |           | Jeremy Hunt                       | Conservateur |
| Lord chancelier Secrétaire d'État à la Justice                                       |           |           | David Gauke                       | Conservateur |
| Ministre sans portefeuille Président du Parti conservateur                           |           |           | Brandon Lewis                     | Conservateur |
| Secrétaire d'État au Commerce international Président de la Commission du Commerce   |           |           | Liam Fox                          | Conservateur |
| Secrétaire d'État à l'Éducation                                                      |           |           | Damian Hinds                      | Conservateur |
| Secrétaire d'État aux Affaires, à l'Énergie et à la Stratégie industrielle           |           |           | Greg Clark                        | Conservateur |
| Secrétaire d'État à l'Environnement, à l'Alimentation et aux Affaires rurales        |           |           | Michael Gove                      | Conservateur |
| Secrétaire d'État aux Transports                                                     |           |           | Chris Grayling                    | Conservateur |
| Secrétaire d'État au Développement international Ministre des Femmes et des Égalités |           |           | Penny Mordaunt                    | Conservateur |
| Secrétaire d'État au Logement, aux Communautés et aux Collectivités locales          |           |           | James Brokenshire                 | Conservateur |
| Secrétaire d'État pour l'Écosse                                                      |           |           | David Mundell                     | Conservateur |
| Secrétaire d'État pour le Pays de Galles                                             |           |           | Alun Cairns                       | Conservateur |
| Secrétaire d'État pour l'Irlande du Nord                                             |           |           | Karen Bradley                     | Conservateur |
| Secrétaire d'État au Numérique, à la Culture, aux Médias et aux Sports               |           |           | Matthew Hancock                   | Conservateur |
| Secrétaire d'État au Travail et aux Retraites                                        |           |           | Esther McVey                      | Conservateur |
| Leader de la Chambre des communes Lord président du Conseil                          |           |           | Andrea Leadsom                    | Conservateur |
| Leader de la Chambre des lords Lord du sceau privé                                   |           |           | Natalie Evans                     | Conservateur |

### Remaniement du9 juillet 2018
- Par rapport à la précédente composition, les nouveaux membres sont indiqués en gras, ceux ayant changé d'attributions le sont en italique.

| Fonction                                                                           | Titulaire | Titulaire | Titulaire                                | Parti        |
| ---------------------------------------------------------------------------------- | --------- | --------- | ---------------------------------------- | ------------ |
| Première ministre Premier lord du Trésor Ministre de la Fonction publique          |           |           | Theresa May                              | Conservateur |
| Ministre du bureau du Cabinet Chancelier du duché de Lancastre                     |           |           | David Lidington                          | Conservateur |
| Chancelier de l'Échiquier Second lord du Trésor                                    |           |           | Philip Hammond                           | Conservateur |
| Secrétaire d'État aux Affaires étrangères et du Commonwealth                       |           |           | Jeremy Hunt                              | Conservateur |
| Secrétaire d'État à l'Intérieur                                                    |           |           | Sajid Javid                              | Conservateur |
| Secrétaire d'État à la Défense                                                     |           |           | Gavin Williamson (jusqu'au 01/05/2019)   | Conservateur |
| Secrétaire d'État à la Défense                                                     |           |           | Penny Mordaunt                           | Conservateur |
| Secrétaire d'État à la Sortie de l'Union européenne                                |           |           | Dominic Raab (jusqu'au 15/11/2018)       | Conservateur |
| Secrétaire d'État à la Sortie de l'Union européenne                                |           |           | Stephen Barclay (à partir du 16/11/2018) | Conservateur |
| Secrétaire d'État à la Santé et la Protection sociale                              |           |           | Matthew Hancock                          | Conservateur |
| Lord chancelier Secrétaire d'État à la Justice                                     |           |           | David Gauke                              | Conservateur |
| Ministre sans portefeuille Président du Parti conservateur                         |           |           | Brandon Lewis                            | Conservateur |
| Secrétaire d'État au Commerce international Président de la Commission du Commerce |           |           | Liam Fox                                 | Conservateur |
| Secrétaire d'État à l'Éducation                                                    |           |           | Damian Hinds                             | Conservateur |
| Secrétaire d'État aux Affaires, à l'Énergie et à la Stratégie industrielle         |           |           | Greg Clark                               | Conservateur |
| Secrétaire d'État à l'Environnement, à l'Alimentation et aux Affaires rurales      |           |           | Michael Gove                             | Conservateur |
| Secrétaire d'État aux Transports                                                   |           |           | Chris Grayling                           | Conservateur |
| Secrétaire d'État au Développement international                                   |           |           | Penny Mordaunt (jusqu'au 01/05/2019)     | Conservateur |
| Secrétaire d'État au Développement international                                   |           |           | Rory Stewart (à partir du 01/05/2019)    | Conservateur |
| Ministre des Femmes et des Égalités                                                |           |           | Penny Mordaunt                           | Conservateur |
| Secrétaire d'État au Logement, aux Communautés et aux Collectivités locales        |           |           | James Brokenshire                        | Conservateur |
| Secrétaire d'État pour l'Écosse                                                    |           |           | David Mundell                            | Conservateur |
| Secrétaire d'État pour le Pays de Galles                                           |           |           | Alun Cairns                              | Conservateur |
| Secrétaire d'État pour l'Irlande du Nord                                           |           |           | Karen Bradley                            | Conservateur |
| Secrétaire d'État au Numérique, à la Culture, aux Médias et aux Sports             |           |           | Jeremy Wright                            | Conservateur |
| Secrétaire d'État au Travail et aux Retraites                                      |           |           | Esther McVey (jusqu'au 15/11/2018)       | Conservateur |
| Secrétaire d'État au Travail et aux Retraites                                      |           |           | Amber Rudd (à partir du 16/11/2018)      | Conservateur |
| Leader de la Chambre des communes Lord président du Conseil                        |           |           | Andrea Leadsom (jusqu'au 22/05/2019)     | Conservateur |
| Leader de la Chambre des communes Lord président du Conseil                        |           |           | Mel Stride (à partir du 23/05/2019)      | Conservateur |
| Leader de la Chambre des lords Lord du sceau privé                                 |           |           | Natalie Evans                            | Conservateur |